# Нікольський сільський округ (Буландинський район)
Ні́кольський сільський округ (каз. Никольское ауылдық округі, рос. Никольский сельский округ) — адміністративна одиниця у складі Буландинського району Акмолинської області Казахстану. Адміністративний центр — село Нікольське.
Населення — 1185 осіб (2021; 2130 у 2009, 2923 у 1999, 3483 у 1989).
Станом на 1989 рік існувала Нікольська сільська рада (села Нікольське, Ултуган).

## Склад
До складу округу входять такі населені пункти:
| Населений пункт  | Колишні назви | Населення, осіб (1989) | Населення, осіб (1999) | Населення, осіб (2009) | Населення, осіб (2021) |
| ---------------- | ------------- | ---------------------- | ---------------------- | ---------------------- | ---------------------- |
| Нікольське, село | -             | 3251                   | 2675                   | 2051                   | 1153                   |
| Улитоган, село   | Ултуган       | 232                    | 248                    | 79                     | 32                     |